# 欧直EC155直升机
EC155是一種法國長程通用直升機，裝有雙引擎、能搭載13人與兩駕駛，能坐一般乘客或是改裝成救護直升機或VIP豪華專機。
EC155在设计时的主要目标是增大海豚直升机的尺寸，该机型是1997年在巴黎航展上问世的。这款直升机于1999年取得了法国民航局（DGAC）和德国政府（LBA）的许可证。

## 用戶
- 香港政府飛行服務隊（已除役）
- 中国中信海直[1]
- 格陵兰航空

## 技術規格
- 全長：14.30m
- 主翼直徑：12.60m
- 全高：4.35m
- 空虛重量：2,618kg
- 總重量：4,950kg
- 積載量：2,301kg
- 最大離陸重量：4,920kg
- 發動機：943馬力 *2
- 超過禁止速度：324km/h
- 巡航速度：280km/h
- 航続距離：857km
- 上昇限度：4,572m
- 最良上昇率：8.9m/min
- 乘員：1-2名
- 乘客：通常乘員12名（最大13名）

## 外部連結
- Eurocopter EC 155 B Technical Data Manual
- Eurocopter EC 155 B1 Technical Data Manual
- Aerospace Technology - Eurocopter EC 155 （页面存档备份，存于）
- Flug Revue Online - Eurocopter EC 155B1 (AS 365N4 Dauphin)

1. ↑  .   [2023-05-14]. （原始内容存档于2023-05-14）.